# راشل تیلور (قایقران)
راشل تیلور (انگلیسی: Rachael Taylor; ۶ مهٔ ۱۹۷۶ – ) قایقران روئینگ اهل استرالیا بود.
وی در مسابقات کشوری و بین‌المللی در مجموع برندهٔ ۲ مدال نقره، ۱ مدال برنز شده‌است.